# إسماعيل دوكوري
إسماعيل دوكوري (بالفرنسية: Ismaël Doukouré)‏ هو لاعب كرة قدم فرنسي في مركز الدفاع، ولد في 24 يوليو 2003 في مدينة ليل في فرنسا.

## وصلات خارجية
- إسماعيل دوكوري على موقع قاعدة بيانات كرة القدم.إي يو (الإنجليزية)
- إسماعيل دوكوري على موقع ليكيب (الفرنسية)
- إسماعيل دوكوري على موقع Soccerway.com (الإنجليزية)
- إسماعيل دوكوري على موقع أوليمبيديا (الإنجليزية)